# Ricardo Flores Magón, Oaxaca
Ricardo Flores Magón är en ort i Mexiko.   Den ligger i kommunen Santa María Chilchotla och delstaten Oaxaca, i den sydöstra delen av landet, 280 km sydost om huvudstaden Mexico City. Ricardo Flores Magón ligger 1 062 meter över havet och antalet invånare är 112.
Terrängen runt Ricardo Flores Magón är kuperad åt sydost, men åt nordväst är den bergig. Runt Ricardo Flores Magón är det ganska tätbefolkat, med 139 invånare per kvadratkilometer. Närmaste större samhälle är Huautla de Jiménez, 17,9 km sydväst om Ricardo Flores Magón. I omgivningarna runt Ricardo Flores Magón växer i huvudsak städsegrön lövskog.